# Peder Ascanius
Peder Ascanius est un zoologiste et minéralogiste norvégien, né à Aure (Norvège) le 24 mai 1723 et décédé à Copenhague le 4 juin 1803.

## Biographie
Il étudie l’histoire naturelle à l’université d'Uppsala sous Carl von Linné (1707-1778) et enseigne la zoologie et la minéralogie à Copenhague de 1759 à 1771. Il dirige des mines à Kongsberg et dans d’autres endroits en Norvège.
Il voyage durant les années 1768 à 1770 le long des côtes de Norvège pour y étudier la faune marine. Il fait paraître, en cinq volumes, ses Icones rerum naturalium ou figures enluminées d'histoire naturelle du Nord (Copenhague, 1805).
Il joue un grand rôle dans l’organisation des universités de son pays et devient membre étranger de la Royal Society en 1755.
Il lègue ses immenses collections et sa fortune à la Société royale des lettres et des sciences de Norvège.
C'est en raison de sa négligence que l'immense collection réunie par Pehr Forsskal avant de mourir au cours d'une expédition au Yémen, des suites du paludisme en 1863, a été irrémédiablement détruite. Cette collection qui compte mille six cents plantes, et un journal de Forsskal de milliers de pages ont été rapatriés au prix de grands efforts à Copenhague. En dépit des conditions de transport défavorables qui l'ont partiellement endommagée, la collection de Forsskål "était arrivée dans un état exploitable  à l'université de Copenhague, qui les confia à Peder Ascanius, directeur du cabinet d'Histoire naturelle et professeur à l'Amphithéâtre d'Économie et de Science naturelle de Charlottenborg, qui les laisse tranquillement pourrir et moisir dans quelque dépôt que seuls fréquentent les rats. D'Uppsal, le maître de Forsskal, le grand Linné adresse des messages d'inquiétude à un jeune zoologue de sa connaissance : "Nous sommes encore dans l'ignorance du sort qui attend les trésors que le défunt Forsskål a acquis aux dépens de sa vie" [...] Ses lettres sont sans effet". Quand cinquante ans plus tard ,le grand herbier de Forsskal est enfin ouvert par le botaniste Carl Frederik Albert Christensen (1872-1942), la plus grande partie est détruite et ce qui subsiste n'apporte plus de connaissances nouvelles. Quant aux manuscrits sauvés grâce au dévouement de Carsten Niebuhr ils ne seront publiés que deux siècles plus tard, ayant perdu alors, eux aussi, tout caractère de nouveauté.